# Kétfél

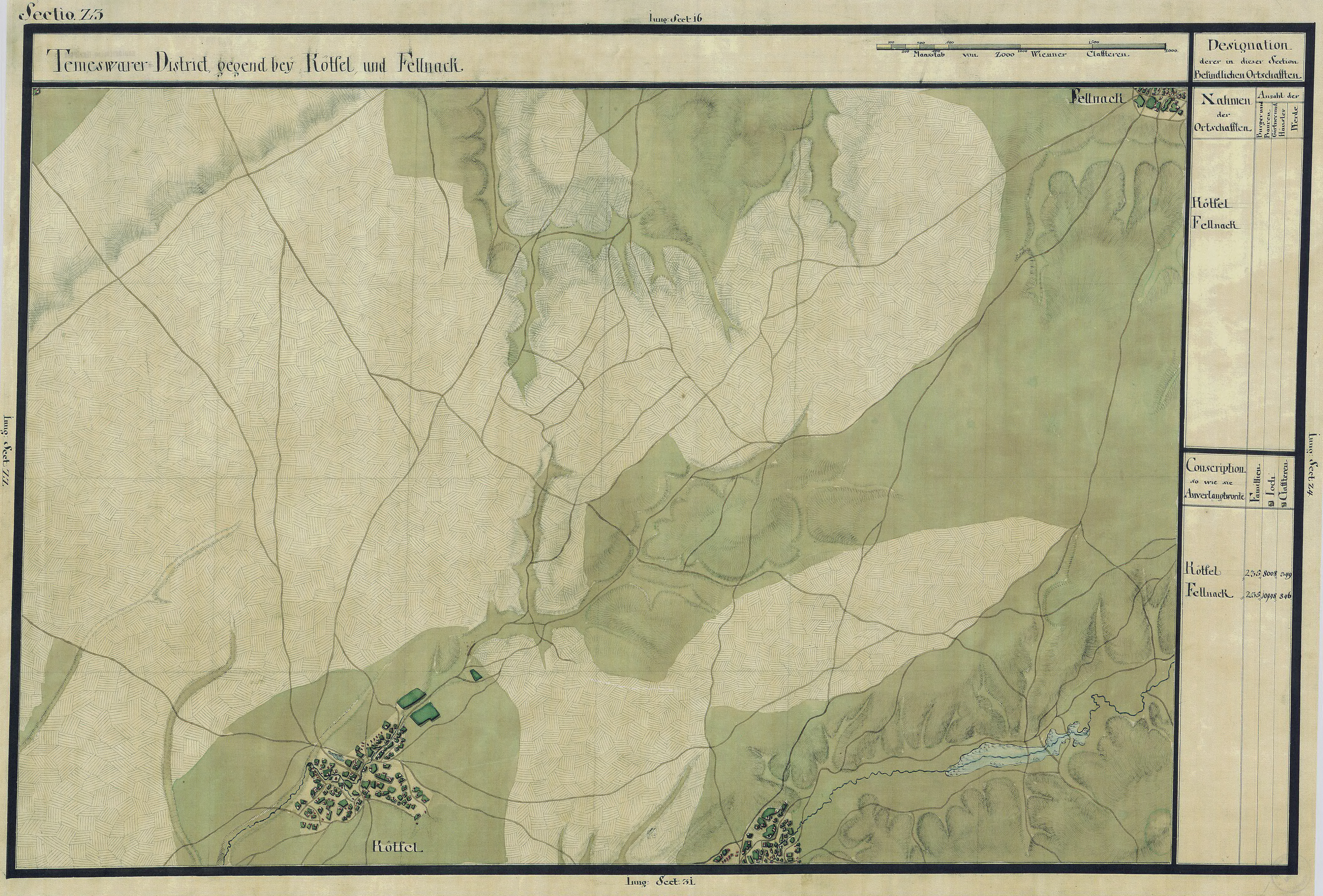
Kétfél egy régi térképen

Kétfél (románul: Gelu, szerbül: Кетфељ) falu Romániában, a Bánságban, Temes megyében.

## Fekvése
Vingától nyugatra fekvő település.

## Története
Kétfél neve a középkorban Kétfülü (Kethfylew) volt és 1454-1465 között a Tariak birtoka volt. A török hódoltság alatt eredeti nevét szinte a felismerhetetlenségig eltorzították, a 18. századi térképeken Kétfik és Gőtföl alakban fordult elő.
1838-ban 139 egész jobbágytelke volt a falunak. 1848-ig a kamara volt a földesura. 1851-ben Fényes Elek írta a településről: „Temes vármegyében, 410 római katholikus {német}, 1017 óhitü lakossal, nagy óhitü egyházzal, 2 óhitü lelkészszel, vendégfogadóval, tisztilakkal. Dombos völgyes határa igen kies, ... Kiterjed 9064 holdra ... A majorsági földken nem rég 2 kertész község telepittetett meg, u. m. Kis-Szent-Péter, és Telep nevű... Birja Kétfélt a királyi kincstár, mellynek Turegyháza pusztája is itt fekszik, nagy kiterjedésű gazdasági épületekkel.”
A trianoni békeszerződés előtt Temes vármegye Vingai járásához tartozott.
1910-ben 1671 lakosából 1189 szerb, 311 német, 43 magyar volt. Ebből 1288 görög keleti ortodox, 345 római katolikus, 16 görögkatolikus volt.

## Nevezetességek
- Keresztelő Szent Jánosnak szentelt görög keleti szerb temploma 1746-ban épült; a romániai műemlékek jegyzékében a TM-II-m-B-06231 sorszámon szerepel.[1]